# Natural Mystic

Natural Mystic est un album compilation posthume de Bob Marley and the Wailers sorti en 1995 sous le label Island Records.
Le sous-titre The Legend Lives On apparaît sur la pochette. La compilation a ensuite été remasterisée en 2002, avec l'ajout du titre Positive Vibration en avant-dernière position. Contrairement à la compilation Legend parue en 1984, Natural Mystic fait la part belle aux morceaux issus des albums Rastaman Vibration et Survival, avec respectivement 4 (5 pour la réédition) et 3 titres de chaque album.
Natural Mystic est originellement une chanson de Bob Marley extraite de l'album Exodus.

## Titres
1. Natural Mystic
2. Easy Skanking
3. Iron Lion Zion (remixée en 1992)
4. Crazy Balhead
5. So Much Trouble In The World
6. War
7. Africa Unite
8. Trenchtown Rock (Live)
9. Keep On Moving (remixée en 1995)
10. Sun Is Shining
11. Who The Cap Fit
12. One Drop
13. Roots Rock Reggae
14. Pimper's Paradise
15. Positive Vibration
16. Time Will Tell